# Georges Chortatzis
Georges Chortatzis (en grec : Γεώργιος Χορτάτσης / Geórgios Chortátis), né en 1545 à Rhéthymno, mort en 1610, est un dramaturge grec, crétois. Il a écrit la tragédie Érophile.